# Ernst II. (Braunschweig-Lüneburg)

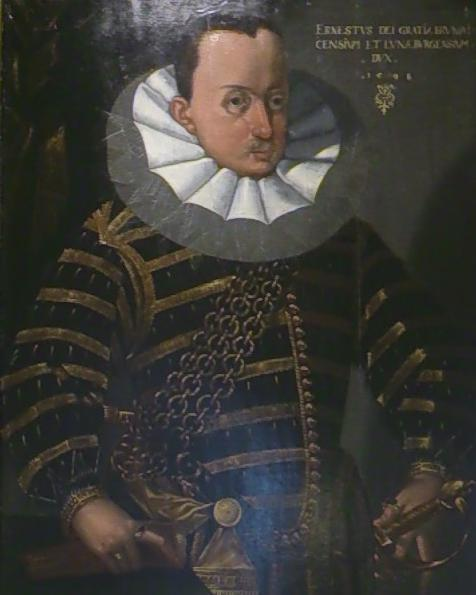
Herzog Ernst II. von Braunschweig-Lüneburg.
Ausschnitt einer Fotografie eines Gemäldes im Alten Rathaus Celle, Niedersachsen.

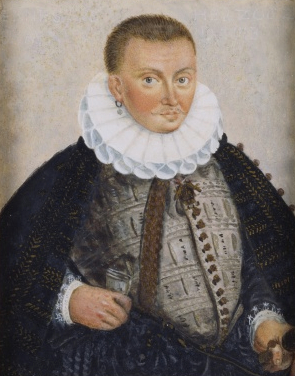
Herzog Ernst II. von Braunschweig-Lüneburg.
Miniatur um 1595, Royal Collection.

Ernst II., Herzog zu Braunschweig-Lüneburg (* 31. Dezember 1564; † 2. März 1611) war von 1592 bis 1611 Fürst von Lüneburg.

## Leben
Ernst wurde 1564 als zweites von fünfzehn Kindern und ältester Sohn von Wilhelm dem Jüngeren und dessen Gemahlin Dorothea von Dänemark geboren. Nach seinem Studium in Wittenberg, Leipzig und Straßburg kehrte er aufgrund des sich zunehmend verschlechternden Gesundheitszustandes seines Vaters nach Celle zurück. 1592 übernahm er nach dem Tod seines Vaters die Regierung. Zunächst durch einen Vertrag mit seinem Bruder Christian und den Ständen auf acht Jahre befristet, übte er die Regierung nach Abschluss eines weiteren Abkommens bis zu seinem Tod im Jahre 1611 aus.
Seine Herrschaft war geprägt von dem Versuch, die finanzielle Situation sowohl des Fürstentums als auch der Familie zu verbessern, da sein Vater ihm ein völlig überschuldetes Land hinterließ. Erwähnenswert ist zudem der unter ihm abgeschlossene Celler Familienvertrag aus dem Jahre 1610, welcher die Unteilbarkeit des Fürstentums sicherte und von Kaiser Matthias 1612 bestätigt wurde.
Ernst II. wurde in der Fürstengruft in der Stadtkirche St. Marien in Celle beigesetzt.